# Middle Island (Australia Occidentale)
Middle Island è un'isola dell'Arcipelago Recherche, nella regione Goldfields-Esperance a sud delle coste dell'Australia occidentale.

## Geografia
Middle Island si trova a 9 km da Cape Arid National Park e a 130 km dalla città di Esperance. È la più grande isola dell'Arcipelago Recherche. La parte nord-occidentale è dominata da una larga collina di granito alta massimo 174 m (punto più alto dell'isola),
essa è chiamata Flinders Peak in onore dell'esploratore britannico Matthew Flinders che da quella postazione il 15 gennaio 1802, avvistò il lago Hillier che si trova nella parte nord orientale dell'isola. Il lago Hillier è un lago salato, di piccole dimensioni ed è caratterizzato dall'insolito colore rosa delle sue acque.
L'isola presenta una fitta vegetazione sono diffuse soprattutto foreste di  Melaleuca ed eucalipto.